# Тюрбе

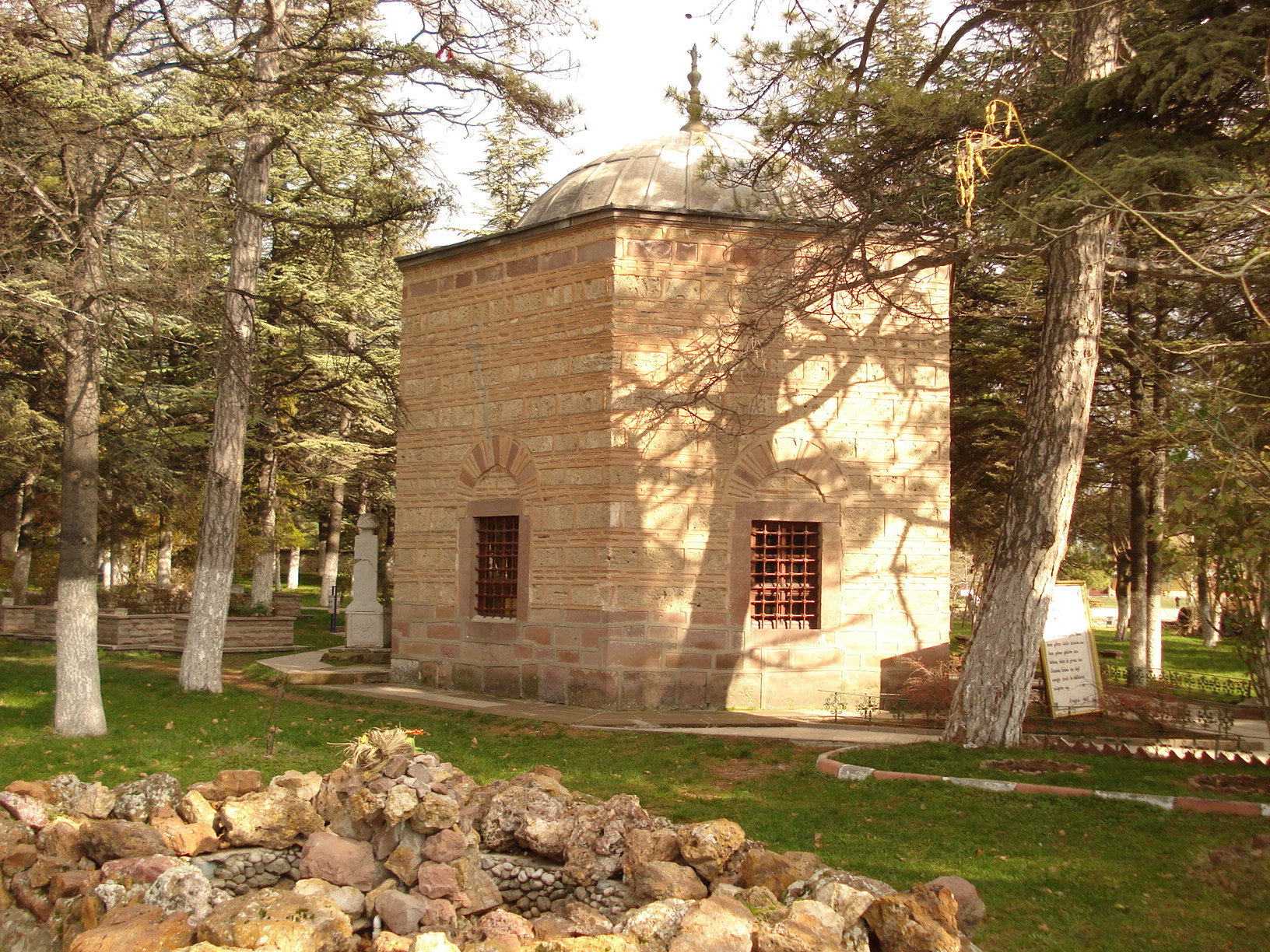
Тюрбе Ертогрула в Сьогюті
Туреччина, 2007

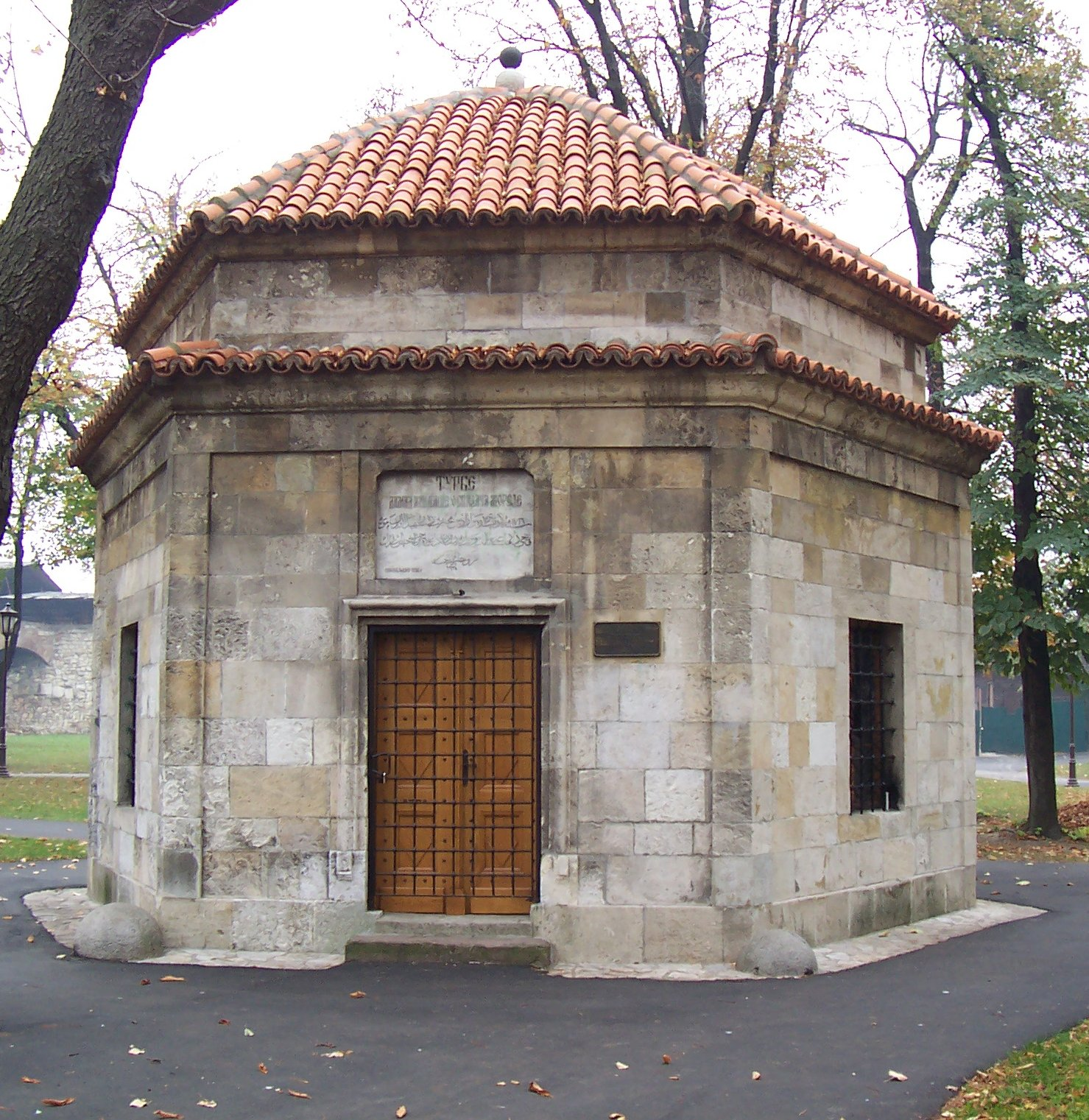
Тюрбе Дамад Сілахдар Алі-паші, покорителя Мореї, в белградській фортеці Калемегдан

Тюрбе́ (тур. Türbe, синонім — дюрбе) — надгробна споруда, мавзолей-усипальниця, монументальна гробниця у мусульманських країнах Близького та Середнього Сходу. Знаходилася біля медресе або розташовувалася окремо, нерідко у складі поховального комплексу. Первісно являла собою невелику призматичну будівлю з купольним перекриттям. Надалі — облаштовувалося кілька залів з ярусними переходами, обхідними галереями. Вхід виділявся високим пештаком, мінаретами, а фасади й інтер'єри прикрашалися тонким різьбленим декором і різнокольоровими кахлями.